# Demet Akalın
Demet Akalın (ur. 23 kwietnia 1972, Gölcük) – turecka piosenkarka, aktorka oraz była modelka. 
Karierę w showbiznesie rozpoczęła w 1990 roku jako modelka. W 1996 roku wydała swój pierwszy album. Trzy ostatnie albumy: „Banane”, „Kusursuz 19”  oraz, wydany w 2008 roku „Dans Et!”, przyniosły jej popularność.

## Albumy
- Sebebim - 1997
- Yalan Sevdan - 2000
- Unuttum - 2003
- Banane - 2004
- Kusursuz 19 - 2006
- Dans Et - 2008
- Zirve - 2010
- Giderli 16 - 2012
- Rekor - 2014
- Rakipsiz - 2016